# プチバンピ
プチバンピ（Petit-Vampi）とは、2003年にフランスで制作・放映されたアニメ作品である。原作はフランスの作家であるジョアン・スファールの絵本。

## 作品の内容
学校に行きたがっている主人公の吸血鬼・プチバンピはファントマトと一緒に学校へ行く。しかし真夜中の学校には誰もいず、プチバンピはしょんぼりする。それを見かねた船長は授業を始める。そして、人間の少年・マイケルのノートに宿題の答えを書きこんでしまう。その後、プチバンピとマイケルは交換日記を始めるが、それを知った船長は怒って、プチバンピとファントマトにマイケルを連れてくるように命じる。
こうして幽霊界に迷い込んだマイケルは、幽霊や妖怪たちと毎晩楽しく過ごす。

## 本作品に登場するキャラクター

### 主なキャラクター
プチバンピ
声 - こおろぎさとみ
この作品の主人公である吸血鬼の少年。太陽に弱く、昼間は行動できないため、昼の世界についていろいろと考えている。初めて学校に行った時、マイケルのノートに書き込んでしまい、マイケルがお化けの世界に来る原因を作った。また、生まれた当時は人間だった。
マイケル
声 - 水田わさび
お化けたちの世界に迷い込むも、そこで出会ったプチバンピと仲良くなった人間の少年。同じクラスのサンドリーナに好意がある。
ファントマト
声 - 沼田祐介
真っ赤な犬の幽霊。劇中ではよくマイケルを乗せて飛ぶ。水泳が得意でマイケルに特訓をしている。
マーガレット
声 - 桜井敏治
フランケンシュタインの怪物のような姿で、赤い目をしている大男。特殊なおならをすることができる。年齢は300歳。
クロード
声 - 斎藤志郎
ワニのモンスター。家族が離れたところにいる。耳がないのに音が聞こえるという不思議な体質をしている。
オフタモル
声 - 飛田展男
三つ目のモンスター。理知的な性格だが、周りに理解されていない。
船長
声 -青山穣
プチバンピの父。パンドラの夫でもある。オペラを数百年にわたって作曲し続けている。
パンドラ
声 -永木貴代子
プチバンピの母。美人で完璧に料理と家事をこなす。

### 学校
先生
声 -新田万紀子
マイケルのクラスの担任。算数の宿題に連立方程式の計算問題を出すこともある。
サンドリーナ
声 - 嶋村侑
マイケルのクラスメートである金髪碧眼の美少女。
ジェフリー
声 -橘U子
マイケルのクラスのいじめっ子だが、実は臆病。将来の夢はピザの配達員。
パトリック
ジェフリーと共に他の子供をいじめている。ジェフリーの仲間。
ラシード
イラク出身の男の子。ジェフリーにいじめられている。
校長
マイケルのクラス担任と恋愛関係にある(32話)。

### その他
マイケルの祖父
声 - 近藤広務
両親を失ったマイケルを育てた、マイケルの祖父。プチバンピの理解者でもある。
シャリア
ラシードの父。怒るとものすごく怖い。
ティーア
ラシードの家でお茶を入れる係をしている。
大蛇
声 -古宮吾一
カプリコン
31話で、プチバンピたちが住む家に住みついている。

## サブタイトル
| No. | フランス語原題                 | 日本版タイトル                   | 本放送日 | 再放送日       |
| --- | ------------------------------ | -------------------------------- | -------- | -------------- |
| 1   |                                | プチバンピ学校へ行く             |          | 2014年10月4日  |
| 2   |                                | プール騒動                       |          | 2014年10月4日  |
| 3   |                                | ハレル大佐のニワトリ小屋         |          | 2014年10月11日 |
| 4   |                                | 意地悪な鏡                       |          | 2014年10月11日 |
| 5   |                                | 悪魔召喚の儀式                   |          | 2014年10月18日 |
| 6   |                                | レッドフィッシュ                 |          | 2014年10月18日 |
| 7   | Le destin tragique de Napoléon | ナポレオンの悲劇的運命           |          | 2014年10月25日 |
| 8   |                                | 収穫の夜                         |          | 2014年10月25日 |
| 9   |                                | クロード家にて                   |          | 2014年11月1日  |
| 10  |                                | マイケルのカンフー修行           |          | 2014年11月1日  |
| 11  |                                | ワンちゃん保護協会               |          | 2014年11月8日  |
| 12  |                                | ドクター･マルグリート            |          | 2014年11月8日  |
| 13  |                                | マルグリートスープ               |          | 2014年11月15日 |
| 14  |                                | 怪しい靴下                       |          | 2014年11月15日 |
| 15  |                                | トランシルバニアのテペシおじさん |          | 2014年11月22日 |
| 16  |                                | 深夜の百貨店                     |          | 2014年11月22日 |
| 17  |                                | 歯を求めて飛べ                   |          | 2014年11月29日 |
| 18  |                                | 反復症                           |          | 2014年11月29日 |
| 19  |                                | 目玉気球                         |          | 2014年12月6日  |
| 20  |                                | 地獄からのコンサート             |          | 2014年12月6日  |
| 21  |                                | 放浪するジピカ                   |          | 2014年12月13日 |
| 22  |                                | 難破した水兵                     |          | 2014年12月13日 |
| 23  |                                | 船長のオペラ                     |          | 2014年12月20日 |
| 24  |                                | 屋敷の増築                       |          | 2014年12月20日 |
| 25  |                                | グランタック･ケーキ              |          | 2014年12月27日 |
| 26  |                                | 腹ぺこのロシア人形               |          | 2014年12月27日 |
| 27  |                                | 忘れられたボイラーの謎           |          | 2015年1月3日   |
| 28  |                                | とっても残酷なキャンプ           |          | 2015年1月3日   |
| 29  |                                | 流行依存症                       |          | 2015年1月10日  |
| 30  |                                | 水の精のユーユー                 |          | 2015年1月10日  |
| 31  |                                | カプリコン騒動                   |          | 2015年1月17日  |
| 32  |                                | 先生の恋                         |          | 2015年1月17日  |
| 33  |                                | ドラクーラの亡霊テレビ           |          | 2015年1月24日  |
| 34  |                                | マルグリートの誕生日             |          | 2015年1月24日  |
| 35  |                                | ドルイドのフィンバーさん         |          | 2015年1月31日  |
| 36  |                                | 幽霊船レース                     |          | 2015年1月31日  |
| 37  |                                | キス雲 泥棒雲                    |          | 2015年2月7日   |
| 38  |                                | 真夜中の宝探し                   |          | 2015年2月7日   |
| 39  |                                | 十万一夜物語                     |          | 2015年2月14日  |
| 40  |                                | この世に安らぎはなし!            |          | 2015年2月14日  |
| 41  |                                | 雲の上の女                       |          | 2015年2月21日  |
| 42  |                                | オフタモルのカタツムリのペット   |          | 2015年2月21日  |
| 43  |                                | 命がけの決闘                     |          | 2015年2月28日  |
| 44  |                                | 写真機の謎                       |          | 2015年2月28日  |
| 45  |                                | クロノスおばあちゃん             |          | 2015年3月7日   |
| 46  |                                | バレンタインデー                 |          | 2015年3月7日   |
| 47  |                                | 最後のドードー鳥                 |          | 2015年3月14日  |
| 48  |                                | 幽霊宇宙船                       |          | 2015年3月14日  |
| 49  |                                | ワニの歯                         |          | 2015年3月21日  |
| 50  |                                | 氷の魔人                         |          | 2015年3月21日  |
| 51  |                                | おじいちゃんからの贈り物         |          | 2015年3月28日  |
| 52  |                                | マイケルの黙示録                 |          | 2015年3月28日  |

## 日本でのビジネス

### 企業・権利関係の動き
日本では、国際放映の子会社「東京メディアエンタープライズ」が放映権を購入している。

### 関連企画
2011年
・ワコー発売＆マクザムの販売で、DVDが発売される
2014年4月1日～2015年2月28日
・TBSオンデマンドにて有料インターネット配信を実施

## 放送時間

### 本放送
2010年10月17日～2011年10月16日までtvkにおいて、毎週日曜日午前10時から10時30分まで放送された。

### 再放送
現在の再放送はTOKYO MXの第2チャンネルで放送されている。
| 放送局 | 放送時間                   |
| ------ | -------------------------- |
| 東京MX | 毎週土曜日朝7時30分～朝8時 |

## 関連商品

### DVD
DVD-BOX
発売元はワコー
| 巻数 | 発売日        | ASIN       | EAN           | 再生時間 |
| ---- | ------------- | ---------- | ------------- | -------- |
| 1    | 2011年4月28日 | B004NIG0O0 | 4932545986302 | 220分    |
| 2    | 2011年5月27日 | B004NIG0OA | 4932545986319 | 176分    |
| 3    | 2011年6月24日 | B004NIG13K | 4932545986326 | 176分    |

### 書籍
絵本・コミック
飛鳥新社が出版している。
第1巻(ISBNは4870316544)発売日は2005年6月11日。
日本語版の翻訳は関澄かおる。
定価は1080円。